# Nanjundi Kalyana
Nanjundi Kalyana (en canarés: ನಂಜುಂಡಿ ಕಲ್ಯಾಣ 'El matrimonio de Nanjundi' ) es una comedia romántica india canarés de 1989, dirigida por MS Rajashekar, protagonizada por los recién llegados Raghavendra Rajkumar y Malashri, con Girija Lokesh y Sunder Krishna Urs como protagonistas. La película fue un gran éxito de taquilla del año y fue una de las películas canarés más taquilleras de 1989. La película tuvo una duración de 75 semanas, la segunda más alta en Kannada.
La historia se basa en el drama Kannada de Parvathavani, que fue una traducción de la comedia de William Shakespeare, La Fierecilla Domada. La película fue rehecha en Telugu en 1990 como Mahajananiki Maradalu Pilla. Upendra Kumar, quien había compuesto las canciones para esta película, también fue el director musical de la versión telugu y conservó las seis canciones de esta película en la versión telugu.

## Trama
La película es un drama familiar que comienza con el festival de Gauri Ganesha. Mientras ofrece pooja a la diosa Gauri, Girija Lokesh (madre) de Raghuchandra (Raghavendra Rajkumar) recibe un giro postal como regalo del festival de su hermano. Ella está emocionada por el afecto de su hermano al enviar el regalo. Viendo esto, el padre de Raghuchandra recuerda su pasado de tener a su cuñado y cuñada (Sunder Krishna Urs) viviendo en su casa y en este festival cuando da un regalo a su hermana, el cuñado lucha por alguna razón y deja la casa con su esposa. El padre le cuenta a su hijo (Raghuchandra) estos sentimientos pasados y dice que en la infancia él y su hermana habían pensado en casar a Raghuchandra con Devi (Malashri). 
Raghuchandra se traslada a la ciudad a la casa de su tía con el nombre de Nanjundi (su tío que había muerto 20 años antes). Sunder Krishna urs piensa que él es verdaderamente Nanjundi y le permite vivir en su casa. Después de que Sunder Krishna urs dejó el pueblo, tuvieron 2 hijas más, Laxmi y Saraswati, a las que Raghuchandra no conoce. Nanjundi (Raghavendra Rajkumar) tiene que casarse con la mayor de las hijas, Devi. Ella es muy arrogante y no está interesada en el matrimonio, por su culpa el matrimonio de las otras dos hermanas que estaban comprometidas con Krishnamurthy (Balaraj) y Puttaswamy (Chi Ravi Shankar) se pospone continuamente. 
Incluso los padres de Devi están hartos de convencerla para que se case. Finalmente, cuando Nanjundi se convence de que está listo para casarse con la Devi, sus padres dicen que debería convencerla él mismo. Él le propone matrimonio y hace acrobacias para convencerla, en respuesta, ella envía luchadores para que lo golpeen. Cuando todos sus planes fallen, ella estará lista para casarse con él y dejarlo como su sirviente después del matrimonio. Las tres hermanas se casan el mismo día sin la presencia de los padres de Nanjundi (Raghuchandra). Después de casarse, se va a la aldea donde vive en su casa de sirviente. Él le reconoce que él es sólo un sirviente y no Nanjundi. La había engañado a ella y a sus padres. Al final, cuando sus padres lleguen a la aldea, ella habrá dejado todos sus viejos estilos y su arrogancia y querrá vivir en esa pequeña casa con su marido. Finalmente, todos ellos saben la verdad de que el yerno no es otro que Raghuchandra. 

## Reparto
- Raghavendra Rajkumar como Raghuchandra/Nanjundi (disfrazado)
- Malashri como Devi
- Balaraj como amigo de Raghuchandra
- Lalitanjali
- Chi Ravishankar como amigo de Raghuchandra
- Girija Lokesh como la madre de Raghuchandra
- Sundar Krishna Urs como el padre de Devi.
- Shubha como la madre de Devi
- Thoogudeepa Srinivas
- Mysore Lokesh
- Dheerendra Gopal
- Sathyabhama

- Raghavendra Rajkumar as Raghuchandra/Nanjundi (in disguise)
- Malashri as Devi
- Balaraj as Raghuchandra's friend
- Lalitanjali
- Chi Ravishankar as Raghuchandra's friend
- Girija Lokesh as Raghuchandra's mother
- Sundar Krishna Urs as Devi's father
- Shubha as Devi's mother
- Thoogudeepa Srinivas
- Mysore Lokesh
- Dheerendra Gopal
- Sathyabhama

## Producción
Escritor y letrista Chi. Udaya Shankar presentó por primera vez a Sridurga a la familia Rajkumar, que buscaba una cara nueva. En un papel principal, fue presentada primero por el Parvathamma Rajkumar, y le dio el papel de su hijo Raghavendra Rajkumar para la película, quien también rebautizó su nombre como Malashri. Según Muralidhara Khajane de The Hindu, la trama era similar a la historia La Fierecilla Domada de William Shakespeare.

## Banda sonora
Las canciones compuestas por Upendra Kumar fueron bien recibidas y se encontraban entre las mejores de la industria cinematográfica de Kannada. La canción "Olage Seridare Gundu" interpretada por Manjula Gururaj se hizo muy popular e hizo famoso a Malashri entre las masas. La canción fue remezclada en la película de 2014 Gharshane también protagonizada por Malashree. 
Upendra Kumar conservó las seis canciones de esta película en la versión Telugu. 
La canción Baduke Hasiru fue conservada como Manuve Madhuram. La canción O Nanna Bedagi fue conservada como Espetu Papa. La canción Olage Seridare Gundu fue conservada como Thappa Thagithe. La canción Nijava Nudiyale fue conservada como Koka Thadipina. La canción Innu Guarantee fue conservada como Mahajanaaniki Maradalu Pilla. La canción Hosa Premadali se conservó como Oka Rama Katha.
| #   | Título                 | Cantante (s)                            |
| --- | ---------------------- | --------------------------------------- |
| 1   | "Baduke Hasiru"        | Rajkumar                                |
| 2   | "Oh Nanna Bedagi"      | Raghavendra Rajkumar                    |
| 3   | "Olage Seridare Gundu" | Manjula Gururaj                         |
| 4 4 | "Nijava Nudiyale"      | Raghavendra Rajkumar, Manjula Gururaj   |
| 5 5 | "Garantía Innu"        | SP Balasubramanyam, Jimpets Mohan, Coro |
| 6 6 | "Hosa Premadali"       | Raghavendra Rajkumar                    |
| 7 7 | "Baalu Ondu Bandi"     | PB Sreenivas                            |

## Crítica
Tras su lanzamiento, la película recibió críticas positivas. La película duró más de 535 días, convirtiéndose en la segunda película canarés más larga después de Bangarada Manushya y fue declarada un éxito de taquilla. La película fue la de mayor recaudación del año. La película tuvo una duración de 203 días en Indi, 112 días en Saligrama, 238 días en Banahatti, 119 días en Udupi, 112 días en Karwar y 133 días en Tiptur.